# باول كوفمان
باول كوفمان (بالإنجليزية: Paul Coffman)‏ هو لاعب كرة قدم أمريكية أمريكي، ولد في 29 مارس 1956 في سانت لويس في الولايات المتحدة.

## وصلات خارجية
- باول كوفمان على موقع مرجع كرة القدم المحترفة.كوم (الإنجليزية)
- باول كوفمان على موقع قاعة كنساس للمشاهير الرياضية (مؤرشف) (الإنجليزية)